# آگوستین بیندلا
آگوستین بیندلا (انگلیسی: Agustín Bindella؛ زادهٔ ۵ مارس ۲۰۰۱) بازیکن فوتبال اهل آرژانتین است.
از باشگاه‌هایی که در آن بازی کرده‌است می‌توان به باشگاه اتلتیکو ایندپندینته اشاره کرد.